# Rok Kronaveter
Rok Kronaveter, né le 7 décembre 1986 à Maribor en Yougoslavie (auj. en Slovénie), est un footballeur international slovène, qui évolue au poste de milieu offensif au NK Maribor.

## Biographie

### Carrière en club
Avec le club du Győri ETO, Rok Kronaveter dispute un match en Ligue des champions, et deux matchs en Ligue Europa.

### Carrière internationale
Rok Kronaveter compte quatre sélections et un but avec l'équipe de Slovénie depuis 2016,.
Il est convoqué pour la première fois en équipe de Slovénie par le sélectionneur national Srečko Katanec, pour un match amical contre la Suède le 30 mai 2016. Il commence la rencontre comme titulaire, et sort du terrain à la 57e minute de jeu, en étant remplacé par Jasmin Kurtić. Le rencontre se solde par un match nul et vierge (0-0). 
Le 8 octobre 2016, il inscrit son premier but en sélection contre la Slovaquie, lors d'un match des éliminatoires de la Coupe du monde 2018. Le match se solde par une victoire 1-0 des Slovènes.

## Palmarès

### En club
- Avec le Győri ETO
  - Champion de Hongrie en 2013
  - Vainqueur de la Supercoupe de Hongrie en 2013

- Avec l'Olimpija Ljubljana
  - Champion de Slovénie en 2016 et 2018
  - Vainqueur de la Coupe de Slovénie en 2018.

### Distinctions personnelles
- Meilleur buteur du Championnat de Slovénie en 2016 (17 buts)